# Вшели
Вшели — деревня в Солецком муниципальном районе Новгородской области, входит в Дубровское сельское поселение, до весны 2010 года административный центр Вшельского сельского поселения.
Деревня расположена на реке Мшага, на западе Новгородской области и Солецкого района, неподалёку от административной границы с Псковской областью. Близ Вшелей, на расстоянии 0,5-1,5 км расположены деревни Борок — на севере, Низы — на востоке, Теребуни — на юге и Сторонье в 2 км, на западе. Через деревню проходит автодорога от автотрассы А116 (от моста через Ситню в Ситне) в Уторгош.

## История
Вшельский погост впервые упоминается в писцовых книгах Шелонской пятины Новгородской земли XV века. До 1927 года деревня относилась к Лужскому уезду Санкт-Петербургской губернии, затем к Солецкому району Новгородского округа Ленинградской области (в 1930 году округ был упразднён), с 1944 года в Новгородской области.
В октябре 1919 года здесь, у верховий Мшаги были остановлены войска интервентов и белогвардейцев на дальних подступах к Новгороду, а в июле 1941 года отсюда наносился танковый контрудар под Сольцами.В феврале 1944 года немецко-фашистские оккупанты были окончательно выбиты отсюда.

## Социально-значимые объекты
- Муниципальное общеобразовательное учреждение основная общеобразовательная школа[3], муниципальное дошкольное образовательное учреждение детский сад № 22[4].
- Отделение почтовой связи «Вшели» почтамта Сольцы «ФГУП Почта России», почтовый индекс — 175035[5].
- Сельский дом культуры[6].

## Достопримечательности
- Руины каменной церкви Георгия Победоносца[7].
- братская могила воинов Советской Армии, погибших в во время Великой Отечественной войны[2].